# Orquesta Filarmónica Janáček
La Orquesta  Filarmónica Janáček es un grupo sinfónico con sede en Ostrava al noreste de la República Checa. Fue denominada en homenaje al famoso compositor checo Leoš Janáček. En algunos proyectos musicales el grupo ha tocado bajo el nombre de Orquesta Sinfónica Checa y Orquesta Radiofónica Checa. Su director actual es Heiko Mathias Förster.
La orquesta se estableció en 1954 y ha realizado giras musicales a través del mundo. Actualmente  la integran 116 músicos y desde 1997 la orquesta se ha concentrado en presentar obras de compositores recientes  como Earle Brown, John Cage, María de Alvear, Morton Feldman, Petr Kotik, Alvin Lucier, Pauline Oliveros, Somei Satoh, Martin Smolka, Stockhausen, Tōru Takemitsu, Edgar Varèse y Christian Wolff.
En 2008, la orquesta tocó la premier mundial  del Concierto para piano Núm 5 de Rachmaninoff/Warenberg, un derivado musical de la Sinfonía Núm 2 de Rachmaninoff, arreglado como concierto para piano y orquesta por Alexander Warenberg. La grabación fue realizada por Brilliant Classics  y tuvo un buen recibimiento a pesar de no ser una obra original de Rachmaninoff. La orquesta estuvo dirigida por el director musical Theodore Kuchar con Wolfram Schmitt-Leonardy como solista.